# Kościół Świętej Trójcy w Pęchowie
Kościół Świętej Trójcy w Pęchowie – rzymskokatolicki kościół parafialny należący do parafii pod tym samym wezwaniem (dekanat złotnicki archidiecezji gnieźnieńskiej).
Obecny kościół został wzniesiony w 1881 roku, natomiast konsekrowany został w 1964 roku. Jest to budowla wolnostojąca, nieorientowana. Ściany kościoła są murowane i wybudowane z pełnej cegły palonej, natomiast na zewnątrz są nieotynkowane. Strop w nawie jest drewniany, dwuspadowy, podzielony widocznymi, profilowanymi krokwiami. W okresie powojennym świątynia była sukcesywnie remontowana. W latach 70. XX wieku zostały usunięte: ołtarz główny, ołtarze boczne i ambona, natomiast później zostały zainstalowane: witraż Świętej Trójcy, marmurowa chrzcielnica i ołtarz posoborowy.